# Lars Rasmussen
Lars Rasmussen (Hillerød, 9 de abril de 1976) fue un jugador de balonmano danés y actual entrenador de balonmano. Fue un componente de la Selección de balonmano de Dinamarca.
Con la selección ganó la medalla de oro en el Campeonato Europeo de Balonmano Masculino de 2008 y la medalla de bronce en el Campeonato Europeo de Balonmano Masculino de 2006 y en el Campeonato Mundial de Balonmano Masculino de 2007.

## Clubes

### Como jugador
- Virum Sorgenfri (1995-2002)
- Ajax København (2002-2003)
- GWD Minden (2003-2005)
- Team Tvis Holstebro (2005-2010)

### Como entrenador
- Horsens HK (2010-2013)
- Vendsyssel HB (2013-2015)
- Ringkøbing HB (2015-2017)
- Siófok KC (2017- )